# Amelia Bloomer

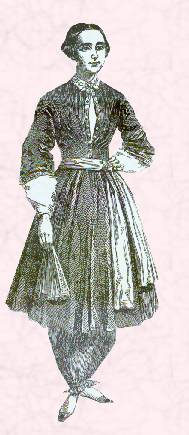
Amelia Bloomer in dem nach ihr benannten Bloomer-Kostüm, aus The Lily, 1851

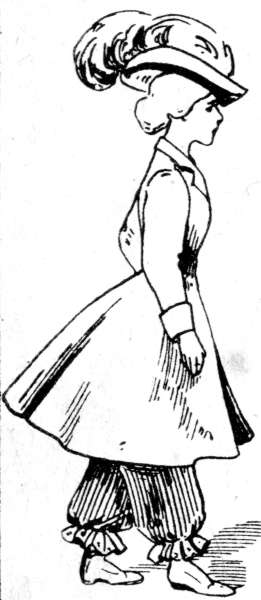
Bloomer-Kostüm, 1851

Amelia Jenks Bloomer (* 27. Mai 1818 in Homer, New York; † 30. Dezember 1894 in Council Bluffs, Iowa) war eine US-amerikanische Frauenrechtlerin.
Amelia Bloomer war zunächst Hauslehrerin. Sie lebte mit ihrem Mann Dexter Bloomer, Redakteur und Mitinhaber des liberalen Seneca County Couriers, in Seneca Falls im US-Bundesstaat New York. Dort war sie Mitglied der Abstinenzbewegung. 1848 wurde dort der Verein Ladies Temperance Society gegründet, dessen Vorstand Bloomer angehörte. Ab 1849 gab der Verein eine eigene Zeitschrift mit dem Titel The Lily mit Amelia Bloomer als Herausgeberin und einziger Redakteurin heraus. Die Zeitschrift erschien zunächst als kleine Broschüre in einer Auflage von maximal 300 Exemplaren. 1850 änderte Bloomer Titel und Inhalt des Blattes und nannte es nun The Lily. Devoted to the Interests of Women; es war nun im Abonnement zu beziehen. In der Folgezeit wurde Bloomers Zeitschrift als Sprachrohr der amerikanischen Frauenbewegung und vor allem der Reform der Frauenkleidung bekannt.
Amelia Bloomers Name ist seit 1851 mit den Bemühungen um eine Reform der Kleidung verbunden, die Frauen mehr Bewegungsfreiheit und dadurch mehr Möglichkeiten zur aktiven Teilnahme am gesellschaftlichen, politischen und Arbeitsleben geben sollte. Dazu gehörte die Abschaffung des Korsetts, ein auf Knielänge verkürzter Rock und eine unter dem Rock getragene, knöchellange Pluderhose. 1851 stellte sie erstmals öffentlich einen entsprechenden Anzug vor, der nach ihr Bloomer-Kostüm genannt wurde, obwohl sie selbst immer wieder betonte, dass die eigentliche Erfinderin Elizabeth Smith Miller (1822–1909) war. Diese ersten Frauenhosen stießen bei Frauenrechtlerinnen auf reges Interesse, wurden von der breiten Öffentlichkeit aber nicht akzeptiert, sondern riefen Hohn und Spott hervor:

„Mrs. Bloomer, Herausgeberin der Zeitschrift Sily (sic!) in Seneca Falls, hat Frack und Hosen angelegt und bereits viele Nachahmerinnen gefunden. Sie vertheidigt in einem ernstgehaltenen Leitartikel die Neuerung als praktisch, anständig und comfortable. Frauen sollten bedenken, daß die Mode jedenfalls vernünftiger sei als die Culs de Paris, die Luftballons an den Aermeln und die 15 Pfund schweren Unterröcke, die man noch vor kurzem trug. Wenn die Männer am Unterrock so groß Gefallen hätten, so möchten sie ihn nur selber tragen.“

Knapp zehn Jahre später resignierte Bloomer und erklärte ihren Reformversuch für gescheitert.